# 卡爾·拉纳
卡爾·拉纳（Karl Rahner，1904年3月5日—1984年3月30日）是德国耶稣会神父兼神学家，与亨利·德·卢巴克（Henri de Lubac），汉斯·乌尔斯·冯·巴尔塔萨和伊夫·康加尔（Yves Congar）一起被认为是20世纪最有影响力的罗马天主教神学家之一。

## 簡介
拉纳出生於奧地利，是天主教於「梵蒂冈第二届大公会议」之後最重要的神學家。一生鍾於教授和書寫天主教神學，有許多的著作和文件。拉纳的神學和思想對當代影響極大，被喻為天主教中的卡爾·巴特。拉纳的神學不容易理解，且他所提出來的「超自然的實存」（supernatural existential）和「匿名的基督教」（anonymous Christianity）之觀念頗受爭議。